# Yogaserie
Een yogaserie bestaat uit een aantal elkaar opvolgende yogahoudingen, ook wel asana's, die vaak een tegengesteld ritme hebben. Bijvoorbeeld doordat er bij elke yogahouding wordt gewisseld tussen de in- en uitademing of doordat de rug om beurten bol en hol wordt gestrekt.
Van oudsher bekende yogaseries, zijn de Zonnegroet en de Maangroet die hun oorsprong in hatha yoga vinden. Sommige moderne yogatypes, zoals pilates en vooral ashtanga vinyasa yoga (poweryoga) staan bekend om hun vele yogaseries. De eerste vanwege eenvoudige heen en weer bewegingen en de laatste vanwege een zogenaamde flow of aaneenschakeling van asana's.

## Zonnegroet

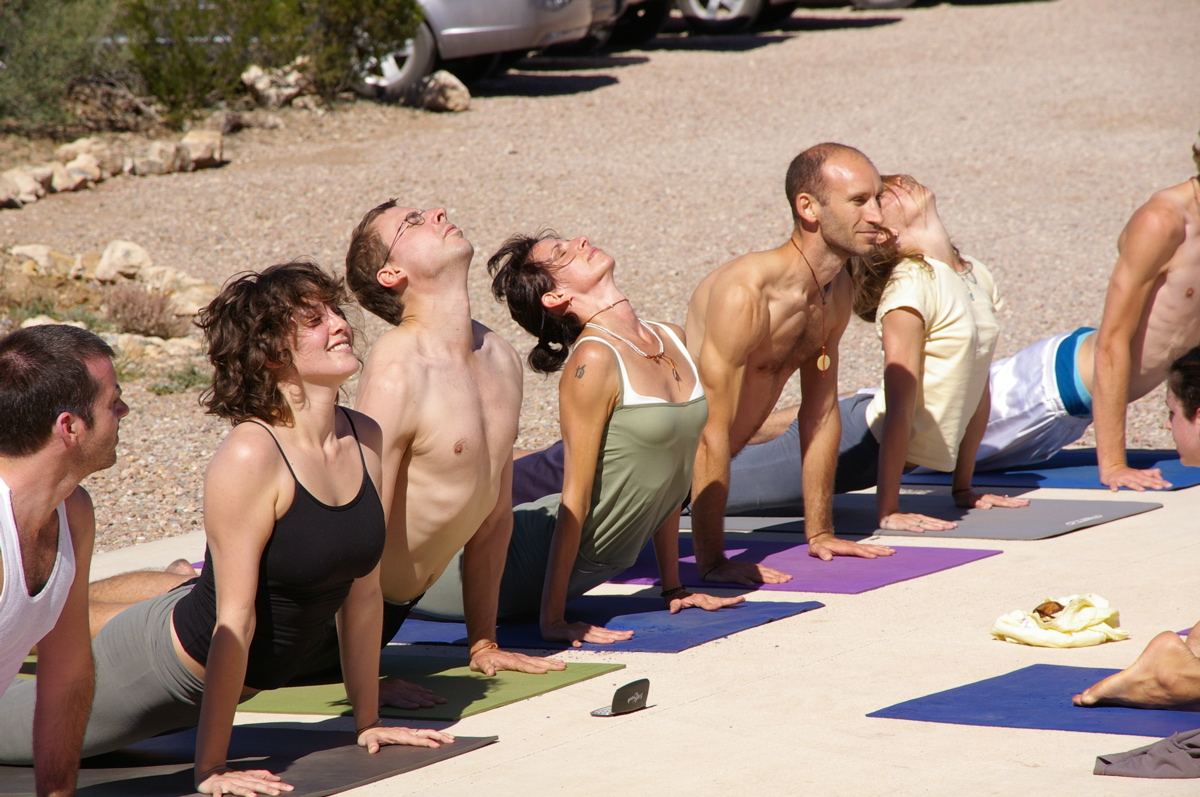
Cobra in de Zonnegroet

De Zonnegroet is een groet aan de opkomende zon die zijn energie aan ons komt brengen. Voor veel yogi's betekent dit ook dat de Zonnegroet wordt uitgevoerd bij het opkomen van de zon, of op het minst bij het opstaan in de ochtend. Het is een opeenvolging van twaalf asana's, waarvan de eerste vijf overlappen met de laatste vijf. De bewegingen kunnen worden beoefend op verschillende bewustzijnsniveaus, variërend van een puur lichamelijke gymnastiekoefening, tot een complete meditatieve oefening, waarbij de yogahoudingen gecombineerd worden met pranayama, mantra's en chakra's. Dit is bijvoorbeeld het geval bij een Sadhana.

## Vijf Tibetanen

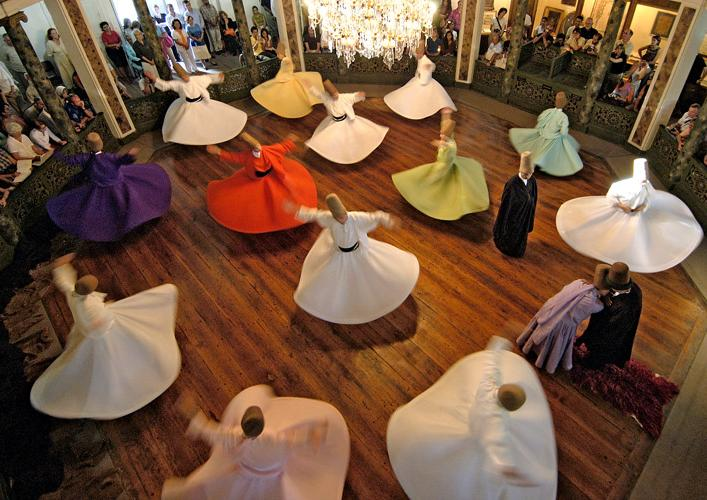
Mevlevi's zoals in de eerste rite

De Vijf Tibetanen is een set oefeningen die voor het eerst door Peter Kelder in 1939 werd gepubliceerd en waarvan een herdruk verscheen in 1975. Alle vijf rites zijn bewegende oefeningen. De eerst door 21 maal met de armen gestrekt, met de klok mee rond te draaien als een mevlevi. De laatste vier oefeningen bestaan uit het 21 maal heen en weer bewegen tussen oefeningen die lijken op asana's uit hatha yoga. Volgens Kelder zijn de oefeningen op zich al gezond vanwege het fitness-element die ze bevatten. Daarbovenop beweert hij, dat mensen boven de veertig zouden verjongen door de oefeningen elke dag uit te voeren. Kelder gelooft dat deze verjonging veroorzaakt wordt, omdat de chakra's in een gezonde ronddraaiing terechtkomen.